# Église des Trois-Saints-Docteurs de Paris
L'église des Trois-Saints-Docteurs-et-Saint-Tikhon-de-Zadonsk est une église cathédrale du Patriarcat de Moscou située 5 rue Petel, dans le 15e arrondissement de Paris. Elle est aussi nommée église des trois saints hiérarques.
L'église renferme l'icône miraculeuse de la Vierge d'Iverie, protectrice des Moscovites, datant de 1758. Début mars 2010, la femme du président russe, Svetlana Medvedeva, s'est déplacée personnellement lors de la visite officielle de son mari en France pour admirer cette icône
.

## Histoire
L'église fut édifiée par Mgr Benjamin Fedtchenkov. Lors de la redécouverte à Paris de l'icône miraculeuse chez un antiquaire parisien, l'icône fut rachetée. Comme la Russie était sous le totalitarisme communiste une église dédiée à cette icône fut construite pour la conserver. L'église est de conception récente et date de 1931.
En 1958, la construction résidentielle dont certaines parties étaient utilisées pour l'église a été démolie. Les propriétaires de terrains sont convenus de mettre dans une nouvelle construction sur le même site, l'accueil de la nouvelle église, à condition, toutefois, qu'aucun élément dans l'architecture ne marque le but sacré de l'édifice. L'architecte, Marc Hall, a placé l'église dans le plan de la maison comme un « espace commercial ».[réf. nécessaire]
Son 80e anniversaire a été fêté en 2011. L'église cathédrale a été la deuxième cathédrale russe de Paris après la cathédrale Saint-Alexandre-Nevsky.